# Setodes gherni
Setodes gherni är en nattsländeart som beskrevs av Schmid 1987. Setodes gherni ingår i släktet Setodes och familjen långhornssländor. Inga underarter finns listade i Catalogue of Life.